# روبرت إف. كيسي
روبرت إف. كيسي هو سياسي أمريكي، ولد في 25 سبتمبر 1921، وتوفي في 7 أكتوبر 2006. نشط حزبياً في الحزب الجمهوري. وقد انتخب عضو مجلس نواب إلينوي ‏.